# Dziedzickia bilobata
Dziedzickia bilobata är en tvåvingeart som beskrevs av Ostroverkhova 1971. Dziedzickia bilobata ingår i släktet Dziedzickia och familjen svampmyggor. Inga underarter finns listade i Catalogue of Life.